# Cappella di San Valentino
La cappella di San Valentino è una cappella cattolica situata nel comune di Giovo, in provincia di Trento; è sussidiaria della parrocchiale di Santa Maria Assunta di Sorni (Lavis) e fa parte dell'arcidiocesi di Trento.

## Storia

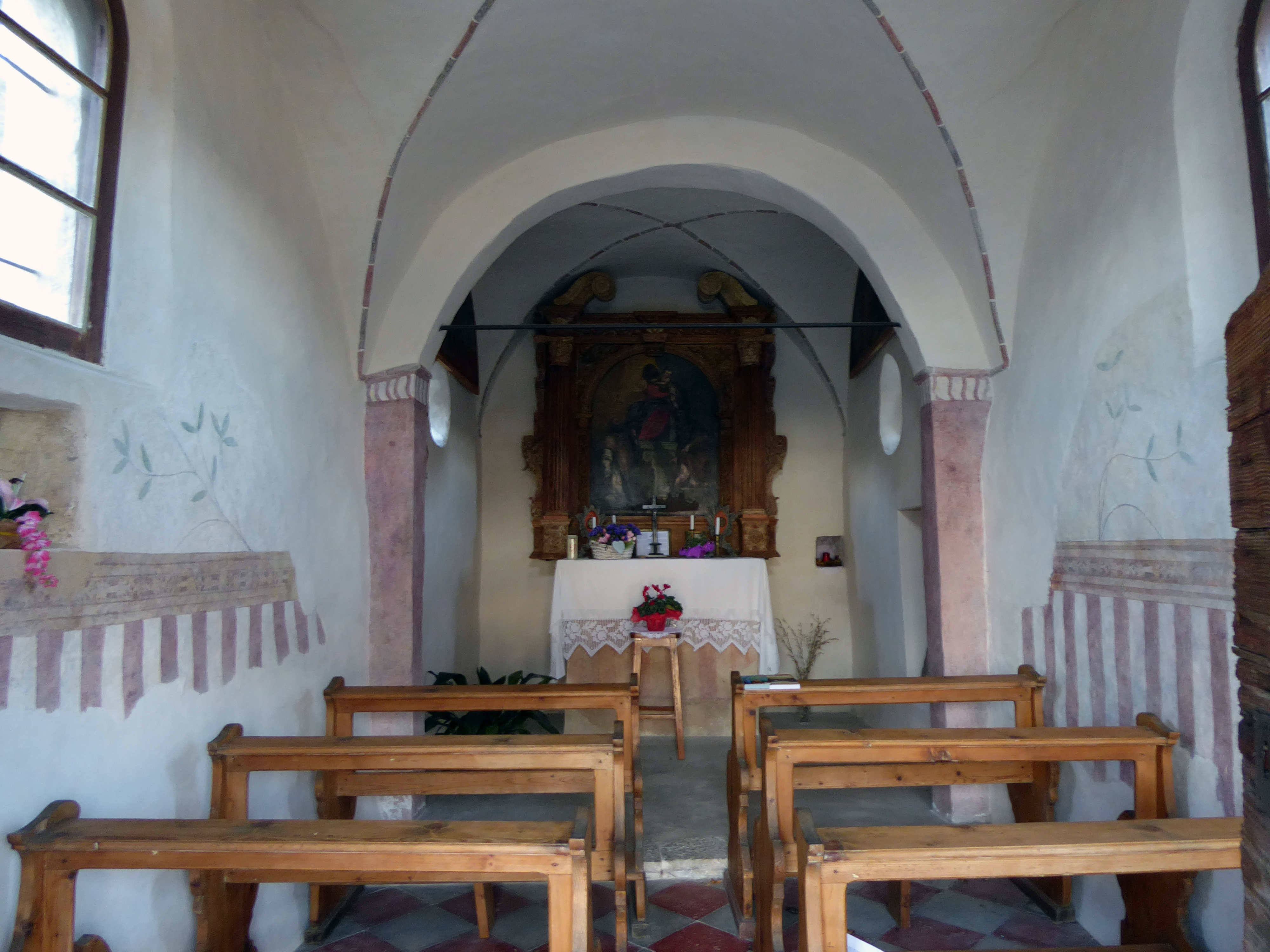
Interno

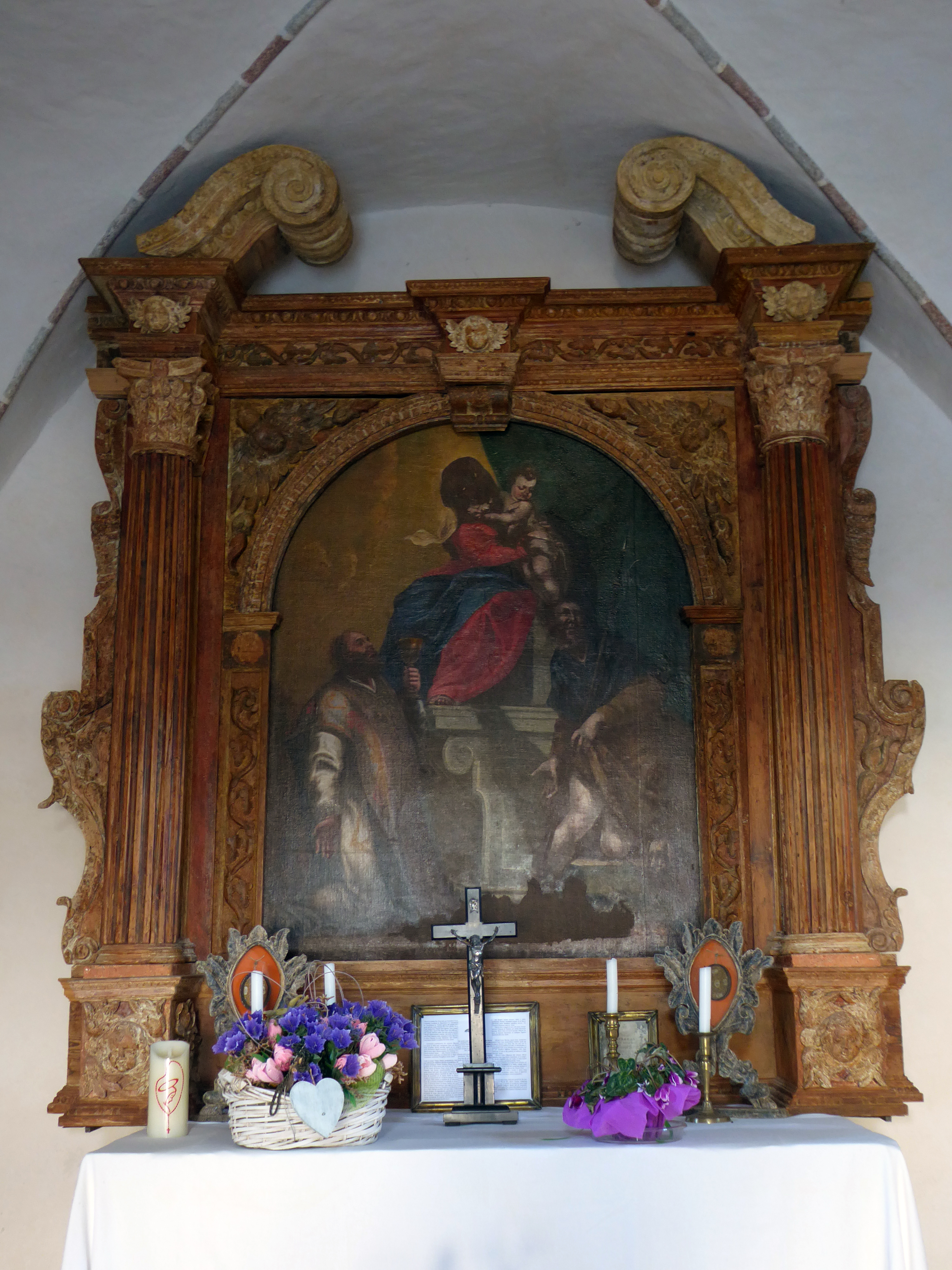
Altare

La data di costruzione della cappella è ignota, ma collocabile nel XVI secolo; sicuramente era esistente nel 1519, data riportata in facciata. È stato ipotizzato che sia stata fondata da Girolamo di Castel Giovo, che fu proprietario del maso attiguo nel 1519, ma non ve ne è certezza.
L'edificio è rimasto in stato di grave abbandono per lungo tempo fino a un profondo intervento di restauro condotto nel 2013-14; in tale occasione sono stati anche riportati alla luce gli affreschi.

## Descrizione
La cappella è situata lungo la strada che porta da Sorni a Ville e Palù di Giovo, adiacente al maso San Valentino; è un edificio piccolo, orientato verso sud-est e addossato a sinistra contro un terrapieno.
Si presenta con facciata a capanna, aperta al centro da un portale e da due finestre: una rettangolare a destra dell'ingresso, e un oculo strombato sopra al centro; sul colmo del tetto, coperto in coppi, svetta un piccolo campanile a vela. In facciata sono presenti resti di affreschi, tra cui un grande riquadro assai deteriorato a sinistra del portale, e lo stemma della famiglia Campi d'Enno appena sopra all'architrave. Su ognuna delle pareti laterali sono presenti una monofora centinata in corrispondenza della navata e un oculo in corrispondenza del presbiterio.
L'interno è ad aula unica, con navata voltata a crociera e pavimentata con mattonelle di cemento bianche e rosse disposte in corsi digonali; l'arco santo a sesto ribassato introduce al presbiterio, rialzato di un gradino e pavimentato in cemento. Anche all'interno, sulle pareti laterali, sull'arco santo e sulla mensa d'altare, sono presenti resti di pitture ad affresco.